# Нонан
Нонан е алкан с химична формула C9H20. Той е безцветна възпламенителна течност при нормални условия (температура 20 °C и налягане 1 atm). Съществуват общо 35 структурни изомера на този алкан. Всички връзки в молекулата му са прости и всички въглеродни атоми, подобно на другите алкани, са в sp3 – хибридно състояние. Използва се основно като съставка керосина. Намира приложение и като разтворител, дестилатор, добавка за горива и като добавка в биоразграждащи детергенти.